# Проданчук Віктор Павлович
Віктор Павлович Проданчук (нар. 4 лютого 1975) — український митець, реставратор, художник, скульптор, графік, різьбяр, коваль.

## Біографія
Народився 4 лютого 1975 року в місті Дунаївці Хмельницької області. У 1995 році закінчив Косівський інститут декоративно-прикладного мистецтва, відділення художньої обробки металу. У 2001 році закінчив Львівську академію мистецтва. 
У 2000 році для Успенської церкви у Львові Ставропігійського братства виготовив дипломну роботу “Розп’яття Ісуса Христа з предстоячими” , яка сьогодні знаходиться у Трьохсвятительській каплиці церкви. 
Працював в «Укрреставрації». Брав участь у реставрації Успенського собору Києво-Печерської лаври та Михайлівського Золотоверхого собору. У 2005 році разом із напарником сворює “Кузню-Модерн” на фабриці І.Левинського.
У 2014 році є одним із засновників фірми "Оберіг Груп", що займається реставрацією будівель історичної частини міста Львова. 
За кошти німецького фонду та міського бюджету реставрує старовинний фасад в центральній частині Львова, зокрема, на площі Ринок.
З 2004 року творчо працює : скульптурою, графікою, експериментує з різноманітними техніками та матеріалами ( бронза, скло ,шамот, дерево,залізо, гальванопласника, латунь, мідь та камінь). У своїх роботах використовує дух древніх культур України: трипілля, скіфів, сарматів, кемерійців княжої доби, гуцулів.
В 2017р. вийшла 1-ша книга робіт відомого українського художника з однойменною назвою «Віктор Проданчук».
В 2019р. вийшла 2-га книга робіт відомого українського художника з однойменною назвою «Віктор Проданчук» 
В 2021р. вийшла 3-тя книга робіт відомого українського художника з однойменною назвою «Віктор Проданчук».
Роботи знаходяться в Національному музеї у Львові імені Шептицького, в Одеському музеї західного та східного мистецтва,  в Дніпропетровському художньому музеї, в музеї сучасного мистецтва м. Хмельницький, в приватних колекціях Ющенка, Фельдмана ,Філатова, Кравецького а також в Україні та закордоном зокрема в США, Франція, Німеччина, Італія, Бельгія, Англія, Туреччина, Іспанія. Скульптури продаються на світових аукціонах. 
Про мистецьку діяльність Віктора Проданчука знято документальний фільм. 

## Нагороди
Був нагороджений: 
1997 РІК - ДИПЛОМ РАХІВСЬКОЇ РАЙАДМІНІСТРАЦІЇ
2000 РІК - ПРЕМІЯ ЛЬВІВСЬКОЇ НАЦІОНАЛЬНОЇ АКАДЕМІЇ МИСТЕЦТВ
2003 РІК - ПРЕМІЯ ЛЬВІВСЬКОЇ ОБЛДЕРЖАДМІНІСТРАЦІЇ
2016 РІК - ОРДЕН ХРИСТА СПАСИТЕЛЯ
2017 РІК - ОРДЕН СВЯТОГО РІВНОАПОСТОЛЬНОГО КНЯЗЯ ВОЛОДИМИРА ВЕЛИКОГО ІІІ-ГО СТУПЕНЯ.
2018 РІК - ОРДЕН СВЯТОГО РІВНОАПОСТОЛЬНОГО КНЯЗЯ ВОЛОДИМИРА ВЕЛИКОГО ІІ-ГО СТУПЕНЯ.
2019 РІК - ОРДЕН СВЯТОГО РІВНОАПОСТОЛЬНОГО КНЯЗЯ ВОЛОДИМИРА ВЕЛИКОГО І-ГО СТУПЕНЯ.
2019 РІК – НАДРУКОВАНИЙ ТА ВНЕСЕНИЙ У ВИДАННЯ “ЕНЦИКЛОПЕДІЯ ЛЬВІВСЬКОЇ СТАВРОПІГІЇ”
2020 РІК – НАДРУКОВАНИЙ ТА ВНЕСЕНИЙ У ВИДАННЯ КИЇВ “ЗОЛОТИЙ ФОНД НАЦІЇ” 
2020 РІК – НОМІНОВАНИЙ У ТОП 100 УСПІШНИХ ЛЮДЕЙ ЛЬВІВЩИНИ ЗА КУЛЬТУРНІ ВКЛАДИ 
2020 РІК – Нагорода “GOLDEN TIME TALENT UNITED KINDOM AWARD” за ІІ та ІІІ місця.
2021 РІК – НАГОРОДЖЕНИЙ ПОЛІЕТНИМ ХРЕСТОМ “400 РОКІВ БИТВИ ПІД ХОТИНОМ”
2021 РІК - НАГОРОДА МІЖНАРОДНОЇ ВИСТАВКИ ОРГАНІЗОВАНОЇ АСОЦІАЦІЄЮ СВІТОВИХ ХУДОЖНИКІВ ПІД НАЗВОЮ “КОЛЬОРИ МИСТЕЦТВА” 
2021 РІК – НОМІНОВАНИЙ У “ГОРДІСТЬ УКРАЇНИ” ЗА КУЛЬТУРНІ ВКЛАДИ

## Виставки
2004р. - персональна виставка художня галерея “ Клер “ м. Львів ,Україна.
персональна виставка ‘’ Національний етнографічний музей’’ м. Львів.  
2005р-.2018р. – міжнародна виставка ‘’Осінній салон ‘’, м. Львів ,Україна.
2007р.- персональна виставка, галерея ’’Зелена канапа’’ м. Львів ,Україна.
2008р.- республіканська виставка ‘’Краєзнавчий музей’’ м.Івано-Франківськ ,Україна.. 
міжнародний Арт-фестиваль, ‘’Український дім’’м. Київ ,Україна.
2009р.-персональна виставка ,галерея ’’Львів Арт’’ м. Львів,Україна.
міжнародний Арт-фестиваль ‘’Faneart’’Український дім м.Київ ,Україна.
2010р.-великий скульптурний салон ”Український дім” м.Київ ,Україна.
персональна виставка, галерея ‘’Львів Арт”м.Львів ,Україна.
2011р.- Триєналє скульптури ‘’Спілка художників України’’ м.Київ ,Україна.
2012р.- Великий скульптурний салон “Мистецький Арсенал” м.Київ ,Україна.
2014р.-“Батьківщина” групова виставка “Мистецький Арсенал” м.Київ ,Україна.
2015р.- Великий скульптурний салон “Мистецький Арсенал” м.Київ ,Україна.
2017р.- Персональна виставка в Національному музеї імені Андрея Шептицького м. Львів ,Україна.
Арт-куб в рамках фестивалю “Альфа джаз фест” м. Львів ,Україна.
Міжнародна виставка «Roma la Pigna» Unione Cattolica Artisti Italiani м. Рим, Італія.
Персональна виставка в культурно-діловому центрі “Менора” м. Дніпро,Україна.
Виставка “Блиск та тіні Іоана” в рамках проекту “Під зорею Пінзеля”, м. Львів ,Україна.
2018р. – Виставка в “Gallery Bonzard” у Музеї Етнографії художнього промислу Париж, Франція
Виставка “Graphic Art “ м. Львів ,Україна.
Персональна виставка Дніпропетровський художній музей м.Дніпро
Персональна виставка Одеській художній музей західного та східного мистецтва м.Одесса
Персональна виставка галерея «АВЕК» культурний центр О.Фельдмана, м.Харків
Групова виставка в м. Грауфсвальд Німеччина
2019р. – Проект у Верховній Раді “Планета Земля Єдина” Україна-Ірак , м.Київ ,Україна.
Проект “Арт Сфера” презентація проекту “Вічні і Геніальні”, площа біля Львівського Національного Академічного театру опери та балету ім.С.Крушельницької м.Львів ,Україна.
2019р. – Персональна виставка “Вічні і Геніальні” , Львівський музей історії релігії, м.Львів ,Україна.
Виставка в галереї Madatart “George Billis Gallery” New York ,США.
Презентація проекту “Вічні та Геніальні” на XIX Міжнародному економічному форумі INTERNATIONAL ECONOMIC FORUM м.Львів ,Україна.
Роботи “Вічні та Геніальні” були лотами на світовому аукціоні LIVE Aucrioneers in NEW YORK, LONDON
Презентація мистецького альбому “Вічні та Геніальні” та бізнес проекту Арт-Проданчук у Палаці Мистецтв м.Львів ,Україна.
2020р. – Велика персональна виставка, підсумкова, 15 років творчої діяльності Палац Мистецтв м.Львів ,Україна.
2020р.- 2021р. – Персональна виставка в рамках всеукраїнського фестивалю сучасного мистецтва “Сліди” Музей історії міста Києва, м.Київ ,Україна.
2021р. – Роботи знаходяться на Нью-Йоркській он-лайн платформі.
Всеукраїнський проект “Імена твої Україно” Музей Корсаків м.Луцьк ,Україна.
Фестиваль Українського мистецтва м.Нью-Йорк та м.Філадельфія, США
Міжнародний фестиваль сучасного мистецтва “Сліди” в арт- проекті “INDEPENDENCE” Музей історії Києва, м.Київ ,Україна.
Міжнародний проект “GOLDEN TIME TALENT” Англія
2022р. – Участь у ярмарці сучасного мистецтва (Un)fair, Мілан (Італія).
Участь у благодійній виставці в L’Entrepot Gallery, Монако (Франція).
Участь у Aberdeen Art Fair , Aberdeen, Scotland.
Виставка в BirdsNest Gallery , Edinburgh, Scotland.
2022-2023рр. – Персональна виставка в музеї сучасного мистецтва Корсаків, м.Луцьк
2023р. –Участь в проєкті Під зорею Пінзеля